# Semnanska pokrajina
Semnanska pokrajina (perz. استان سمنان; Ostān-e Semnān) je jedna od 31 iranske pokrajine. Smještena je na sjeveru zemlje, a omeđena je Teheranskom pokrajinom na sjeverozapadu, Mazandaranom, Golestanom i Sjevernim Horasanom na sjeveru, Razavi Horasanom na istoku, Jazdskom i Isfahanskom pokrajinom na jugu, te Komskom pokrajinom na zapadu. Semnanska pokrajina ima površinu od 97.491 km², a prema popisu stanovništva iz 2006. godine u njoj je živjelo 589.742 stanovnika. Sjedište pokrajine nalazi se u gradu Semnanu.

## Okruzi
- Aradanski okrug
- Damganski okrug
- Garmsarski okrug
- Mehdišaherski okrug
- Mejamijski okrug
- Semnanski okrug
- Sorški okrug
- Šahrudski okrug

## Vanjske poveznice
- (perz.) Službene stranice Semnanske pokrajine  Arhivirana inačica izvorne stranice od 3. ožujka 2011. (Wayback Machine)

Ostali projekti
|  | Zajednički poslužitelj ima još gradiva o temi Semnanska pokrajina |